# Анастасія Гримальська
Анастасія Гримальська (нар. 12 липня 1990, Київ) — італійська професійна тенісистка українського походження.
Гримальська дебютувала в основному розіграші турніру WTA на міжнародних міжнародних змаганнях в Палермо 2011 року та в Інтернаціоналі Феммінілі-ді-Палермо в 2012 році. Вона має кар'єрний рейтинг WTA в одиночному розряді — 213 місце, отриманий 12 травня 2014 року.
У Гримальської також високий парний кар'єрний рейтинг WTA 172 місце, отриманий 9 липня 2012 року. Гримальська дебютувала в основному розіграші WTA у парному розіграші на Інтернаціоналі Феммінілі ді Палермо у парних змаганнях, разом з Джоя Барб'єрі.
Вона виграла 17 титулів одиночного розряду ITF та 28 подвійних титулів ITF.